# Corgoň
Цоргонь (словац. Corgoň, МФА: [ˈtsɔrɡɔɲ]) — словацька пивна торговельна марка, що належить одному з найбільших світових виробників пива корпорації Heineken International, яка на словацькому ринку також виробляє пиво торговельних марок Zlatý Bažant та Kelt.
Назва торговельної марки походить від імені коваля Цоргоня, який, за місцевою легендою, захистив словацьке місто Нітру при облозі військами Османської імперії. Збудована 1820 року статуя Цоргоня є сучасним символом Нітри та зображена на логотипі торговельної марки Corgoň.
Починаючи з сезону 2003—2004 років, ТМ «Corgoň» виступає титульним спонсором вищого дивізіону чемпіонату Словаччини з футболу, який відтоді має офіційну назву Цоргонь ліга.

## Історія
Історія Corgoň розпочалася 1896 року будівництвом першої броварні в словацькому місті Нітра. Підприємство зазнало значних ушкоджень під час Другої світової війни та було відбудоване у 1949 році.
Протягом значного періоду свого існування нітрська броварня була відома за назвою міста розташування і її продукція випускалася під назвою «Нітра» (словац. Nitra). Історія ж бренду Corgoň є досить короткою — таку назву отримало пиво густиною 14%, яке почало випускатися броварнею у 1988 році. Лише після приватизації підприємства у 1992 році ця назва почала розповсюджуватися на саму броварню та усі сорти пива, що нею випускалися. 
Торговельна марка Corgoň лишалася регіональним брендом аж до 1997 року, у якому броварню придбав нідерландський пивоварний гігант Heineken, що інвестував значні кошти у модернізацію виробництва та масштабні маркетингові заходи для перетоврення цієї торговельної марки у загальнонаціональну. У рамках цієї маркетингової стратегії Corgoň надає спонсорську підтримку розвитку словацького футболу та хокею.

## Асортимент пива
- Svetlé pivo 10° — світле пиво з густиною 10%; тара — пляшки 0,5л, 1,5л та 2л; банка 0,5л; кег 50л.
- Svetlé pivo 12° — світле пиво з густиною 12%; тара — пляшка 0,5л; кег 50л.
- Tmavé pivo — темне пиво з густиною 11,5%; тара — пляшка 0,5л; кег 30л.